# Gaston Heuet
Gaston Heuet (født 11. november 1892 i Buenos Aires, død 18. januar 1979) var en fransk atlet som deltog i de olympiske lege 1924 i Paris.
Heuet vandt en bronzemedalje under OL 1924 i Paris. Han var med på det franske hold som kom på en tredjeplads i disciplinen 10,65 km cross country bagefter Finland og USA. De andre på holdet var Henri Lauvaux og Maurice Norland.